# Call of the Wild (musikalbum av D-A-D)
För romanen av Jack London, se Skriet från vildmarken
Call Of The Wild är ett musikalbum av Disneyland After Dark som kom ut den 4 februari 1986. Det här var debutalbumet med Disneyland After Dark som senare kom att heta D-A-D.

## Låtlista
Alla låtar är skrivna och komponerade av Disneyland After Dark. 
| 1.           | Land Of Their Choice | 1:10  |
| 2.           | Call Of The Wild     | 3:42  |
| 3.           | Riding With Sue      | 3:01  |
| 4.           | Marlboro Man         | 2:53  |
| 5.           | Counting The Cattle  | 1:55  |
| 6.           | Jackie O             | 2:50  |
| Total längd: | Total längd:         | 15:31 |

| 1.           | Trucker         | 5:09  |
| 2.           | Rock River      | 2:42  |
| 3.           | Jonnie          | 4:58  |
| 4.           | Son Of A Gun    | 3:13  |
| 5.           | It's after dark | 3:50  |
| Total längd: | Total längd:    | 19:52 |

## Medverkande musiker
- Jesper Binzer - sång, gitarr, banjo
- Jacob Binzer - gitarr, keyboard
- Stig Pedersen - sång, bas
- Peter Lundholm - trummor